# Gintautas Matulis
Gintautas Matulis, född, 6 december 1986 i Kaunas, är en litauisk basketspelare.
Gintautas Matulis deltog vid olympiska sommarspelen 2024 och var en del av Litauens lag som tog brons efter att ha besegrat Lettland i bronsmatchen.